# Hunkeren (Allez Mama)
Hunkeren is het debuutalbum van de Nederlandse band Allez Mama.
Van alle albums van Allez Mama laat dit album laat het meest traditionele zydeco-getinte geluid horen. De band is nog zoekende naar een eigen identiteit en dat is te horen. Dat dit echter geen beperking hoeft te zijn, toont zich in de single "Je Liegt Dat Je Barst", waarmee de band een vette Nederlandstalige hit scoort die op radio en televisie vaak te horen is. Voor Frontman Laroux en drummer Stavenuiter is dit dan ook een impuls om verder te gaan met de zydeco en hun rock- en popverleden achter zich te laten.
Voortgedreven door het succes van de single begint de band aan een intensief tourschema. Tussendoor wordt er in de repetitieruimte in Utrecht-Noord druk geschreven en gerepeteerd aan het tweede album. Gitarist Dennie van Belzen verlaat hierbij de band en wordt vervangen door de Amsterdamse gitarist-bon vivant Dikki de Woerdt.
Frontman Lenny Laroux kon zijn oren niet geloven toen hij in 2001 het nummer Dan Pas Geloof Ik Jou van de Belgische Big Brother-kandidaat Bart op de radio hoorde. Dat is een cover van zijn nummer en hitsingle Je Liegt Dat Je Barst! Op dit moment wordt nog uitgezocht hoe dit nummer in België uit heeft kunnen komen zonder dat Allez Mama er iets van heeft gehoord.

## Musici
- Lenny Laroux: accordeon, trekzak, zang
- M. "Baaf" Stavenuiter: drums
- "Swampie" Dennie van Belzen: gitaar
- Jasper de Beer: bas

## Composities
1. Moerasgas
2. Marleen
3. Zoeken naar Zydeco
4. Hunkeren
5. Jolie d'amour
6. Je liegt dat je barst
7. Water dragen naar de zee
8. Allons dancez
9. Success
10. 30 Soorten vrouwen
11. Ohh wauw
12. Volle maan
13. Wals voor Ellis